# Per Kirksaeter
Per Kirksaeter (* 3. Januar 1930 in Trondheim, Norwegen; † 14. Juni 2017) war ein norwegischer Unternehmer und Gründer des Audiogeräteherstellers Kirksaeter. 

## Werdegang
Kirksaeter kam aus einer musikalischen wohlhabenden Familie. Seine Eltern beherrschten verschiedene Instrumente, Kirksaeter spielte aber keines. Mit 14 Jahren baute Kirksaeter seinen ersten Lautsprecher. Nachdem er seine Eltern, die zwischenzeitlich auf Grund des Zweiten Weltkriegs fast ihr gesamtes Vermögen verloren hatten, und schließlich als Kirksaeter 16 Jahre alt war, starben, plante er nach dem Abitur zu studieren. Da die Studienplätze jedoch vorrangig an aus dem Krieg zurückgekehrte Soldaten vergeben worden, belegte er schließlich an einer Abendschule das Fach Elektrotechnik. 
1958 siedelte Kirksaeter nach Deutschland über um eine Anstellung im Vertrieb von Tandberg zu übernehmen. Nachdem er 1960 heiratete und mit seiner Frau zwei Kinder bekam, darunter die heutige Soziologin Janicke Kirksaeter, übernahm er 1961 mit seinem zwischenzeitlich gegründeten Unternehmen den kompletten Hifi-Vertrieb von Tandberg in Deutschland. 1964 übernahm er Audio Son in Frankfurt. Aus der geschaffenen Geschäftsverbindung wurde audioson-kirksaeter. Später wurde der Name wieder in Kirksaeter geändert. Das Unternehmen hat heute seinen Sitz in Düsseldorf.
Zwischenzeitlich lebte Kirksaeter wieder in Norwegen und bewohnte ein Haus in Oslo.